# マンハイム天文台

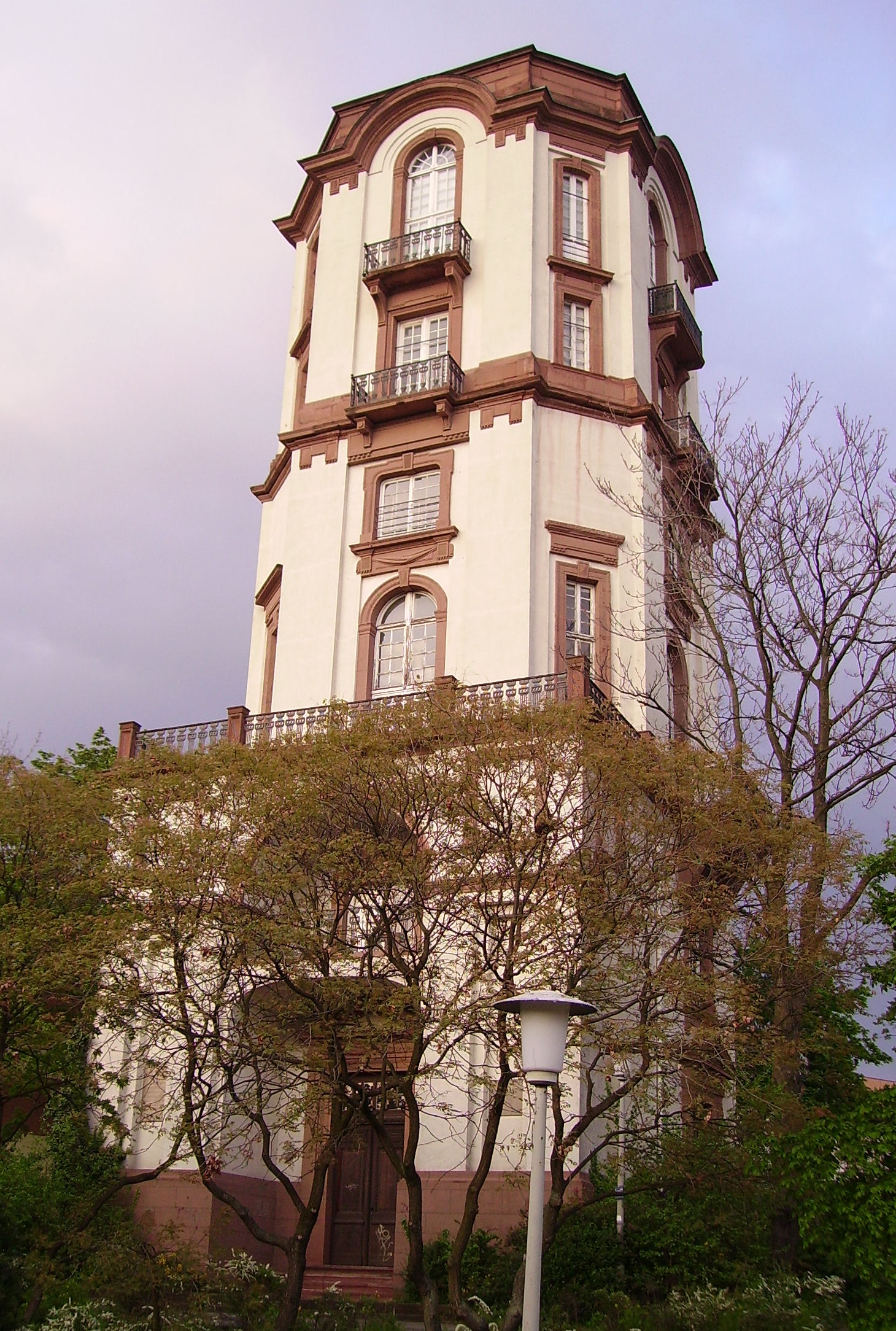
旧マンハイム天文台の塔

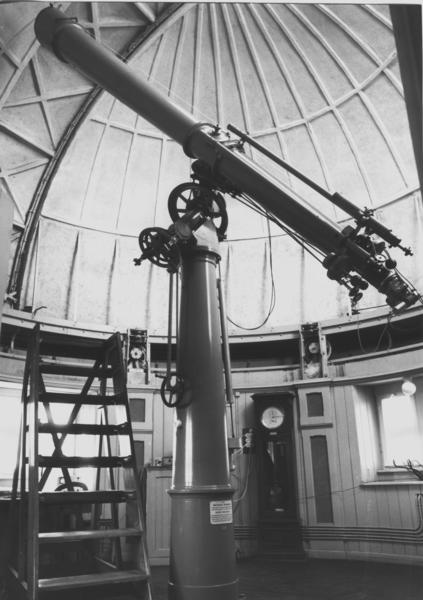
1859年に設置されたマンハイム天文台の反射式望遠鏡
(撮影1900–1920年頃)

マンハイム天文台（ドイツ語: Mannheimer Sternwarte）はドイツのマンハイムに1772年から1774年に建設された天文台があった塔で、1880年まで、天文台として使われた。1898年に天文台はカールスルーエに移動し､現在の塔はスタジオとして使われている。
1751年にハイデルベルクに設立された物理学会によって実験物理学、数学の教授に任命されたクリスチャン・マイヤーは当時天文学の中心地であったパリに派遣され時に四分儀を贈られることによって天文学の分野の仕事をすることとなった。1759年にハレー彗星の回帰を観測し、1761年には金星の日面通過を観測した。
マイヤーは1771年の1月1日に天文台建設の提案を行い、1772年建設が認められイエズス会の学校が設立され、翌年多くの観測設備が購入された。国際的に知られた天文台となった。マイヤーは連星の観測を行い、ボーデの星図に記載された連星の多数はマイヤーの観測したものである。
その後Roger Barry、エドゥアルト・シェーンフェルトなどが所長を務めた。19世紀半ばにシェーンフェルトは旧式な設備になった機材で星雲の観測を行った。天文台は街中にあり観測に適さなくなっており、1880年にカール・ヴィルヘルム・ファーレンタイナー (w:Karl Wilhelm Valentiner) が所長の時にカールスルーエに天文台は移設されたが顕著な観測は行われなかった。カールスルーエの天文台が観測の実績をあげるのは、マックス・ヴォルフによって写真を使った観測が始められてからである。